# Charlie Estcourt
Charlie Estcourt (Reading, 27 mei 1998) is een voetbalspeelster uit Wales. Ze speelt als middenvelder voor DC Power FC in de USL Super League.

## Clubcarrière
Estcourt werd geboren in Reading en ging naar de John Madrjski Acamdey, waar ze haar A-level haalde in lichamelijke opvoeding, biologie en psychologie. Ze voegde zich op negenjarige leeftijd in de jeugdacademie van Reading FC. In 2011 verliet ze de club voor een overstap naar Chelsea FC, maar keerde vier jaar later terug toen ze zestien jaar oud was. Voorafgaand aan het seizoen 2016 werd Estcourt verhuurt aan Bristol City. In drie maanden kwamen ze tot tien wedstrijden, waarin ze tweemaal tot scoren kwam. Na haar terugkeer bij Reading, tekende Estcourt haar eerste profcontract. Vervolgens keerde ze op huurbasis terug bij Bristol City voor het seizoen 2017/18. In juni 2018 tekende Estcourt een nieuw tweejarig contract bij Reading die haar tot het seizoen 2019/20 aan de club verbonden houdt. Nadat dit contract afliep, verliet Estcourt de club. Na periodes bij London Bees en Birmingham City, tekende ze in september 2022 een contract bij Coventry United.
Op 28 juli 2023 keerde Estcourt terug bij Reading FC.
In juli 2024 besloot Estcourt om bij het Amerikaanse DC Power haar eerste buitenlandse avontuur aan te gaan. 

## Statistieken
| Seizoen | Club              | Land             | Competitie       | Wedstrijden | Doelpunten |
| ------- | ----------------- | ---------------- | ---------------- | ----------- | ---------- |
| 2016    | Bristol City      | Engeland         | Super League     | 2           | 2          |
| 2019/20 | Charlton Athletic | Engeland         | Super League     | 1           | 1          |
| 2020/21 | London Bees       | Engeland         | Super League     | 2           | 2          |
| 2023/24 | Reading FC        | Engeland         | Super League     | 2           | 1          |
| 2024/25 | DC Power FC       | Verenigde Staten | USL Super League | 17          | 0          |
| Totaal  | Totaal            | Totaal           | Totaal           | '24         | 6          |

Laatste update: 18 juni 2025

## Interlandcarrière
Estcourt maakte op zestienjarige leeftijd haar interlanddebuut door op 6 maart 2015 in te vallen in een wedstrijd tegen Bosnië en Herzegovina tijdens de Istrië Cup. Tijdens een kwalificatieduel voor het EK 2017 maakte ze haar eerste interlanddoelpunt. Dit doelpunt werd vergeleken met het doelpunt dat Hal Robson Kanu maakte voor het mannenteam van Wales tegen België op het EK 2016.
Estcourt werd door de Welshe voetbalbond benoemd tot 'jonge speelster van het jaar' in 2015.